# Stephen Moyer
Stephen Moyer, geboren als Stephen John Emery, (Brentwood, 11 oktober 1969) is een Engelse acteur die vooral bekend is als vampier Bill Compton uit de televisieserie True Blood.
Op 5 augustus 2009 werd bevestigd dat Moyer zich verloofd had met Anna Paquin, zijn tegenspeelster in True Blood. Op 21 augustus 2010 trouwden ze in Malibu (Californië). Paquin en Moyer hebben een tweeling: een zoon, Charlie, en een dochter, Poppy, geboren in september 2012. Moyer heeft nog een zoon (geboren in 2000) en een dochter (geboren in 2002) uit vorige relaties.